# 原愛國婦人會館
原愛國婦人會館，是位於台灣高雄市鼓山區哈瑪星的建築物，現被列為高雄市市定古蹟。

## 沿革
原愛國婦人會館起源於1905年日本人在台北創立「愛國婦人會臺灣支部」，當時會員無論是日本人或是台灣人婦女，入會的人數多，她們主要的事業為：歡送軍隊出征、寄送慰問品至前線、採望軍中傷患及退伍軍人之惜別/歡送等；此外也常舉辦演講、家事講習、音樂會等社教活動，在當時貢獻頗多。1920年12月，基於台灣民政長官後藤新平夫婦倡議，愛國婦人會設立高雄州支部，簡稱「高雄婦人會」；在富島巴子等幹部的努力下，高雄婦人會於湊町三丁目二、三番地興建三層樓的愛國婦人會館。1923年愛國婦人會館內部設備完工，同年12月1日高雄婦人會公佈實施《愛國婦人會館管理規則》，接受各機關租用愛國婦人會館。
1931年，高雄市役所為慶祝高雄州廳落成與全島實業大會舉辦及高雄海洋觀測所（壽山稜線上的原打狗英國領事官邸廳舍）成立，並為宣揚高雄各項經建成果，乃於5月1日至7日舉行「高雄港勢展覽會」，愛國婦人會館為展覽會的第四會場。
1938年9月，愛國婦人會館完成改建工程，樓上全部改為沐浴場所及寢室，樓下改為食堂與撞球場。
1941年五月愛國婦人會高雄州支部將二樓婦人會館改為海軍慰安所，借給海軍使用。後來由於利用人數增加迅速，由於空間狹隘，決定在靠近會館處興建一棟木造二樓，建築物一百坪，約可容納一百人的新館，以供日軍使用。
第二次世界大戰後，愛國婦人會館被中華民國政府接管，成為國有財產。1961年1月20日，中華民國紅十字會台灣省分會高雄市支會向行政院申請，行政院核准無限期無償撥借愛國婦人會館，做為「中華民國紅十字會高雄分會附設紅十字育幼中心」（高雄市私立紅十字會育幼中心）使用。
2004年9月愛國婦人會館經高雄市政府文化局審查通過列為市定古蹟，並於10月18日公告。後來借用關係由財政部國有財產署函知自2012年11月7日起消滅，經協議後，育幼中心於2018年10月31日遷至隔壁新建院舍(登山街26號及30號)。愛國婦人會館建物經高雄市政府文化局修復後，於2022年8月重新開放。

## 建築設計
1905年，打狗的愛國婦人會館才開始活動。為了能有更充分的活動場地，1920年設立高雄州高雄郡後，以各地募款所得，興建為二層樓、帶有「仿亞當式樣」特色的長方形建物。門廊及牆面以蛋鏢飾為圖案的洗石子裝飾外，都為紅磚構成。屋頂採低斜坡式，上蓋以煉瓦，屋簷下有鑄鐵雙托架，別具建築特色。